# 約瑟夫·文策爾 (列支敦士登)
列支敦斯登的里特貝格伯爵，約瑟夫·文策爾王子殿下（德語：Joseph Wenzel Maximilian Maria von und zu Liechtenstein；1995年5月24日—），是列支敦斯登王室的阿洛伊斯王儲與其妻子巴伐利亞女公爵、索菲王儲妃之長子。他也是排行第二的列支敦斯登大公王位繼承人與排行第三的詹姆斯党王位继承人。并且有可能是法兰西斯科五世以來身兼國家元首的詹姆斯党王位继承人。他也是自詹姆斯三世及八世以來首位出生在英國本土的詹姆斯党王位繼承人。 約瑟夫·文策爾的名字取自於他的祖先和列支敦斯登統治者約瑟夫·文策爾，而馬克西米利安一字則取自外公马克斯·埃曼努埃尔與叔父兼乾爹馬克西米利安。按照歐洲一些羅馬天主教王朝的習俗（包括他的父母），「瑪麗亞」一字被加於他名字中以紀念聖母瑪利亞。

## 頭銜

### 列支敦斯登官方頭銜
- 1995年5月24日至今：列支敦斯登王子殿下、里特貝格伯爵 （HSH Prince Joseph Wenzel of Liechtenstein，Count of Rietberg）

### 詹姆斯党頭銜
- 1995年5月24日至今：英格兰、苏格兰、爱尔兰及列支敦士登王子殿下，里特贝格伯爵